# 15761 Шумі
15761 Шумі (15761 Schumi) — астероїд головного поясу, відкритий 24 вересня 1992 року.
Тіссеранів параметр щодо Юпітера — 3,384.